# Moskou-papyrus

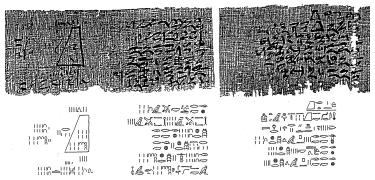
Het veertiende probleem van de Moskou-papyrus.

De Moskou-papyrus of Golenisjtsjev-papyrus is een oud-Egyptisch wiskundig geschrift (papyrus). Hij wordt vaak genoemd naar de eerste bezitter van de papyrus, de Russische egyptoloog Vladimir Golenisjtsjev. Later werd hij overgedragen aan het Poesjkinmuseum in Moskou, waaraan hij zijn huidige naam te danken heeft. Samen met de Rhind-papyrus gaat het om een van de bekendste en belangrijkste wiskundige papyri.
Hij dateert, volgens paleografisch onderzoek, mogelijk uit de 11e dynastie (ca. 2150-1950 v.Chr.). De papyrus is ongeveer 5,5 meter lang en heeft een breedte die varieert tussen de 3,8 en 7,6 centimeter. Er zijn, volgens oriëntalist Vasili Vasiljevitsj Stroeve, 25 wiskundige (meetkundige) problemen beschreven met oplossingen.

## Meetkundige problemen
Meetkundige problemen die in de papyrus worden behandeld, zijn onder andere:
- De berekening van de oppervlakte van een halve bol (probleem 10)
- De berekening van de inhoud van een afgeknotte piramide (probleem 14)